# Omar Jagne
Omar Jagne (* 10. Juni 1992 in Gambia) ist ein schwedisch-gambischer Fußballspieler, der als Stürmer für IFK Haninge in der schwedischen Division 1, der fünften heimischen Liga, spielt.